# Vilmoș Szabo
Pour les articles homonymes, voir Szabo.
Vilmoș Szabo, né le 30 décembre 1964 à Brașov, est un escrimeur roumain pratiquant le sabre.

## Biographie
Vilmoș Szabo participe aux Jeux olympiques de 1984 à Los Angeles et remporte la médaille de bronze avec l'équipe masculine roumaine de sabre composée de Marin Mustață, Ioan Pop, Alexandru Chiculiță et Cornel Marin. Il est également sélectionné pour les Jeux de 1992 puis de 1996.
En 1993 il s'installe en Allemagne où il devient l'entraineur du TSV Bayer de Dormagen. Puis entraineur de l'équipe de sabre d'Allemagne en 2008.

### Vie privée
Sazbo se marie en 1989 avec Reka Zsofia Lazăr, une fleurettiste de l'équipe nationale Roumaine. Ils ont deux enfants, Matyas et Marc. Mathyas est membre de l'équipe nationale allemande de sabre.